# Furtschagel Spitze
Furtschagel Spitze är ett berg i Österrike. Det ligger i distriktet Schwaz och förbundslandet Tyrolen, i den västra delen av landet. Toppen på Furtschagel Spitze är 3 190 meter över havet.
Den högsta punkten i närheten är Großer Möseler, 3 479 meter över havet, 1,5 km söder om Furtschagel Spitze. Närmaste större samhälle är Mayrhofen, 19,3 km norr om Furtschagel Spitze. 
Trakten runt Furtschagel Spitze består i huvudsak av kala bergstoppar och isformationer.